# Melica kozlovii
Melica kozlovii är en gräsart som beskrevs av Nikolai Nikolaievich Tzvelev. Melica kozlovii ingår i släktet slokar, och familjen gräs. Inga underarter finns listade i Catalogue of Life.